# 傑斯帕 (密歇根州)
傑斯帕（英語：Jasper）是位於美國密歇根州萊納維縣費爾菲爾德鎮區的一個普查規定居民點。

## 人口
根據2020年美國人口普查的數據，傑斯帕的面積為10.44平方千米，當中陸地面積為10.44平方千米，而水域面積為0.00平方千米。當地共有人口371人，而人口密度為每平方千米35.54人。